# Фенічка

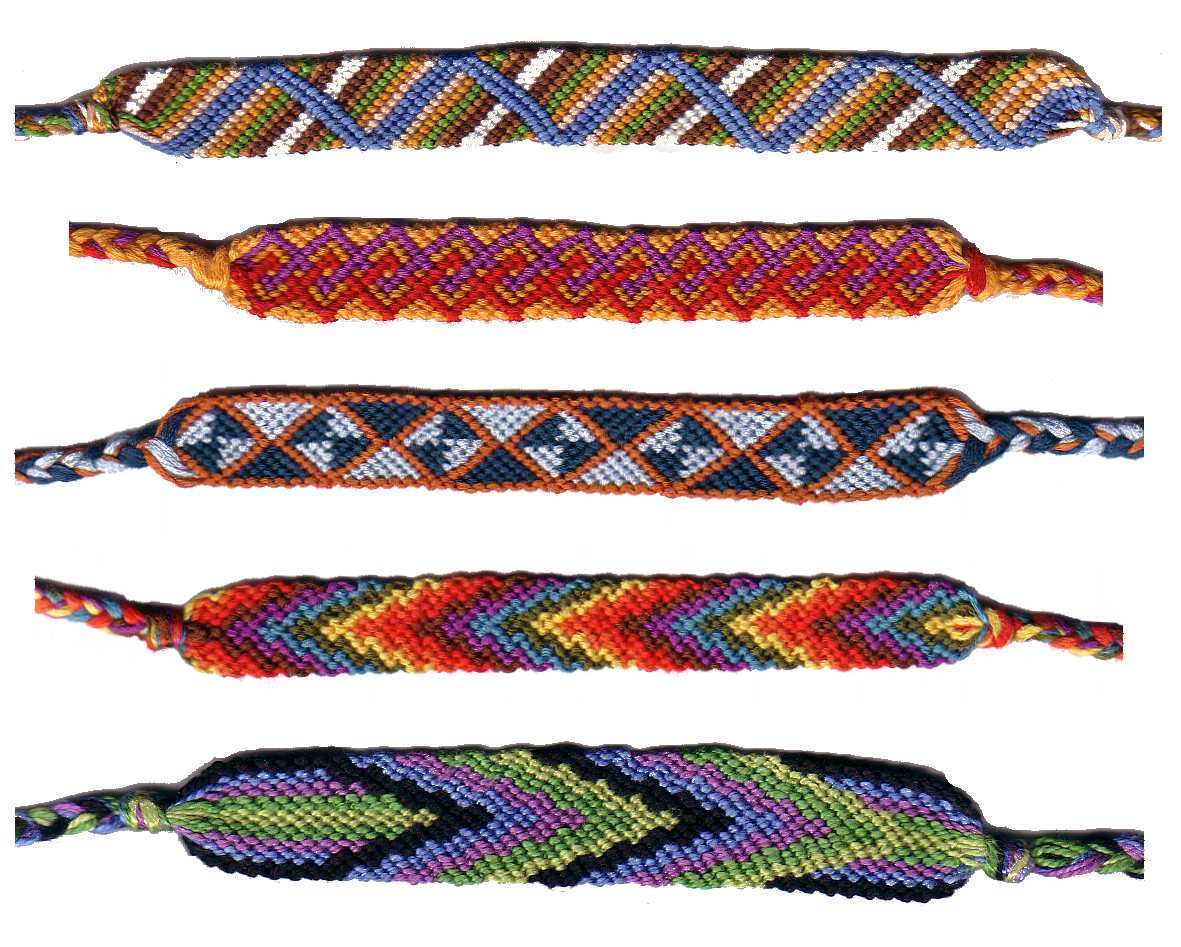
Ниткові фенічки

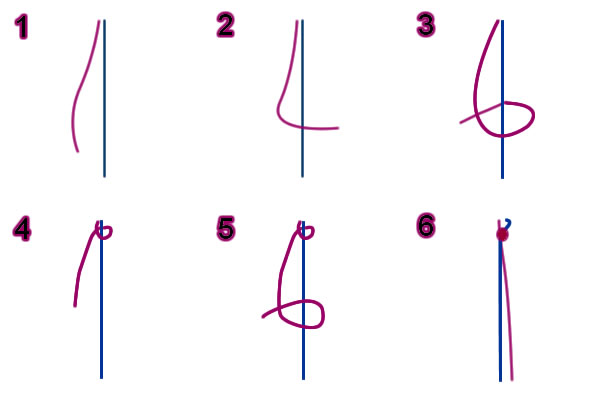
Покрокова схема плетіння основних вузлів фенічки

Фе́нічка або браслет дружби  (жарг. «фенька», імовірно, від англ. thing — «річ, штука») — браслет ручної роботи із бісеру, ниток, шнурівок, стрічок, шкіри чи замінника шкіри. Може бути як одного кольору, так і різноманітного забарвлення. Розповсюджена серед неформалів. Дуже популярні в Україні[джерело?], оскільки часто стосуються візерунків національної вишивки.

## Історія

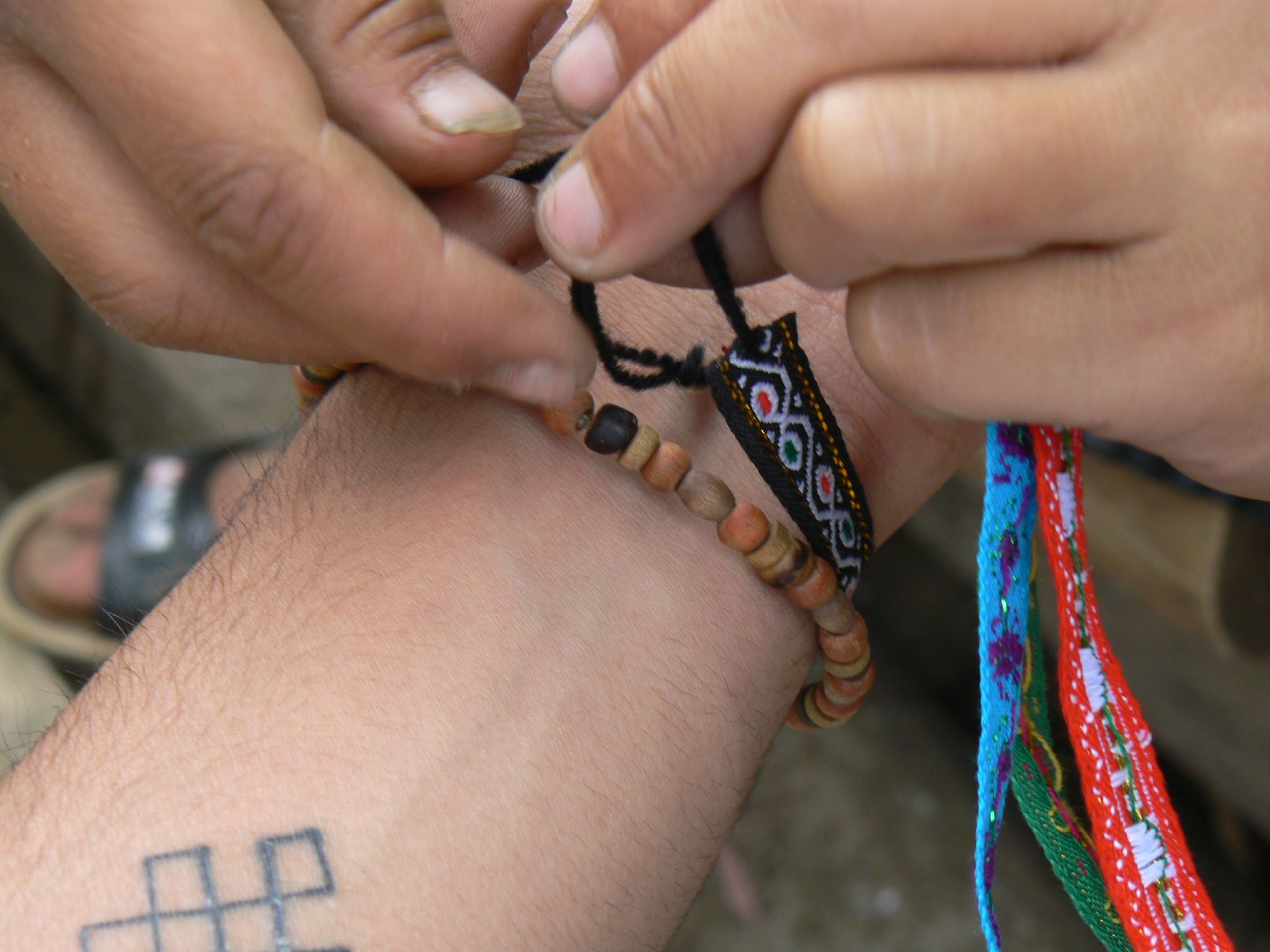
Одягання браслета на руку

Історія цих стрічок бере початок із традицій індіанців Центральної Америки. Згідно з ними, одержувач браслета повинен був носити його, поки шнурки не зношувалися і браслет не спадав із руки природно. Ідея полягала в тому, що друг вкладає працю в те, аби виготовити браслет, а одержувач відплачує тим, що вшановує його роботу. Зняття браслета до його природного зношування означало, що дружба не склалася. За іншим варіантом традиції, одержувач має право на одне бажання. Після того, як браслет природно зношується, бажання здійснюється.
В новітній час популярність цих браслетів поширилася завдяки хіпі, серед яких фенічки циркулювали дуже широко, фактично практика обміну давала юридичні підстави для загального братерства хіпі. Їх також використовували замість каблучок: тоді браслети плели однаковими і дарували одне одному.
Сьогодні дарування браслета дружби має велике сентиментальне значення, оскільки показує другові, що він чи вона є особливим для того, хто дарує браслет. Існує багато різних варіантів виконання цих браслетів, що залежить від особистих смаків. Вони є популярними серед людей різної статі та віку.

## Виготовлення
Фенічки роблять вручну, зазвичай з ниток або бісеру. Найпопулярнішими нитками для плетіння є муліне, «ірис», «мак» і «лілія». Із сучасних матеріалів можуть використовуватися телефонні дроти і вита пара. Основними видами плетіння вважається косе (мозаїчне) та пряме плетіння. Даний розподіл справедливий як для плетіння нитками, так і бісером. Найпопулярнішою схемою плетіння є «смужечка», або «класика», яку можна плести як косим, так і прямим плетінням. Іноді замість фенічок-браслетів роблять бісерні і нитяні кільця, а також хайратники і «ошийники».

## Символіка
Різні кольори і візерунки на фенічці мають свою символіку. Вони можуть дати певну інформацію про людину, яка їх носить, повідомити про внутрішній стан власника. Однак єдиної системи символів для фенічок немає і тому в різних групах всередині субкультури (в тому числі і в хіпі) одні й ті ж кольори фенічок можуть означати різне і зовсім протилежне.

## Значення кольорів

### Окремі кольори
|  | Білий — невинність, чистота, свобода, вишуканість, правда, ідеал, дорога, шлях, життя, добро, світло, віра, початок, незалежність. |
|  | Прозорий — чистота. |
|  | Синій — спокій, відкритість всьому новому, умиротворення, гармонія, дружелюбність, небо, нескінченність, чистота, непорочність.    |
|  | Блакитний — дружба, спокій, гармонія, небо, дух, надія, вода, розум, спокій, безмежність, умиротворення.                           |
|  | Зелений — юність, природа, рослини, ліс, надія, гармонія, вічність, життя, пошук любові.                                           |
|  | Блідо-зелений (сіро-зелений) — зниклі надії, туга.                                                                                 |
|  | Червоний — любов, пристрасть, вогонь, кров, радість, прихильність, енергія.                                                        |
|  | Сірий — скромність, печаль, пунктуальність, свобода на самоті (самотність як свобода).                                             |
|  | Помаранчевий — пацифізм, прихильність, сексуальність, енергія, любов, пристрасть, вогонь.                                          |
|  | Рожевий — любов, пристрасть, прихильність, енергія, ніжність, мрійливість, дитинство, наївність.                                   |
|  | Чорний — печаль, самотність, морок, смерть, наркотики, небажання спілкуватися, очищення, відмова, безстрашність, незалежність.     |
|  | Яскраво-червоний — агресивність.                                                                                                   |
|  | Жовтий — сонце, віра, краса, ревнощі, жадібність, літо, легке божевілля.                                                           |
|  | Бордовий — шкідливий, хитрий. |
|  | Фіолетовий — мрії, мудрість, оригінальність, фантазія, екстравагантність, дружба.                                                  |
|  | Коричневий — земля, Земля, туга, лінь, нестриманість, домашній затишок (вогнище).                                                  |

### Поєднання двох кольорів
|  |  | Червоний + білий — вічна любов / вільна любов |
|  |  | Червоний + зелений — любов до природи.        |
|  |  | Червоний + синій — пацифізм.                  |
|  |  | Жовтий + червоний — шалене кохання.           |
|  |  | Жовтий + блакитний — Сонце в небі.            |
|  |  | Жовтий + зелений — Джа.                       |
|  |  | Зелений — ні наркотикам.                      |
|  |  | Синій + зелений — краса.                      |
|  |  | Фіолетовий + чорний — чорна магія.            |
|  |  | Білий + коричневий — Джа.                     |

### Поєднання трьох кольорів
|  |  |  | Червоний + жовтий + зелений — растаман.                                                   |
|  |  |  | Червоний + зелений + білий — гіперсексуальність.                                          |
|  |  |  | Жовтий + помаранчевий + блакитний — захоплення Сходом, езотерикою.                        |
|  |  |  | Зелений + жовтий + блакитний — ліс, природа, природність, пацифізм, гармонія, братерство. |
|  |  |  | Білий + зелений + помаранчевий — Ірландія.                                                |

### Веселка
|  |  |  |  |  |  |  | Веселка (7 кольорів) — хіпі, квіти, радість, дружба, любов, відстань яка дорівнює екватору по трасі, поні, ЛГБТ+. |

## Розповсюдження
За останні 10 років фенічки поширилися серед звичайних людей, які інколи не мають жодного відношення до хіпі і інших «неформальних» субкультур. З'явилися люди, що заробляють на їх продажу. Ці аксесуари вже майже перестали бути символами і стали звичайной прикрасою. Майже кожна людина може зробити собі таку прикрасу.